# Hergé Genootschap
Het Hergé Genootschap is een Nederlandse vereniging van bewonderaars van het werk van de Belgische striptekenaar en scenarist van stripverhalen Hergé (1907-1983), meer in het bijzonder zijn creatie De avonturen van Kuifje. De vereniging, opgericht op 4 maart 1999, organiseert diverse activiteiten voor fans en verzamelaars van Hergés werk. Zij houdt zich bezig met onderzoek naar de bronnen en betekenis van het werk van Hergé en publiceert daarover.

## Geschiedenis
De vereniging ontstond na een initiatief op de Bredase stripbeurs van oktober 1997. Na anderhalf jaar voorbereiding richtten Jan Aarnout Boer en Hans Noppen op 4 maart 1999 de vereniging op. In de daarop volgende jaren groeide de vereniging naar enkele honderden leden. Sindsdien organiseert de vereniging geregeld excursies, verzamelbeurzen en lezingen. De jaarlijkse ledenvergadering wordt doorgaans op een tot de verbeelding sprekende plaats georganiseerd, zoals Het Scheepvaartmuseum (2014) en het Aviodrome (2015). In 2015 had de vereniging 650 leden.

## Publicaties
De vereniging geeft een aantal tijdschriften uit die allemaal vernoemd zijn naar in Kuifjesstrips voorkomende krachttermen. Klein actueel nieuws wordt gedeeld via de nieuwsbrief Sapristi!! dat jaarlijks vijf keer uitkomt en het digitale Potverpillep@p dat ongeveer tien keer per jaar verscheen. Het blad Duizend Bommen! wordt drie keer per jaar uitgegeven en kent grotere artikelen die dieper ingaan op de details in de Kuifje-albums en deze beschouwen in de historische en maatschappelijke context. Een lage verschijningsfrequentie van ongeveer een keer per jaar heeft Sapperloot. Deze boekjes zijn specials die diepgaande achtergrondanalyses hebben van een bepaald onderwerp in het oeuvre van Hergé en van verschillende afmetingen en aantal pagina's zijn.

## Juridische procedure over auteurs- en merkrecht
Op de website en in publicaties maakt het genootschap gebruik van beeldmateriaal van Hergé. In 2009 kreeg het hierdoor juridische problemen met Moulinsart. Deze stichting beheert de nalatenschap van Hergé en was van mening dat er betaald moest worden voor het gebruik van illustraties in de publicaties van de vereniging. In 2014 stelde de rechter het genootschap in het gelijk. Moulinsart ging tegen de uitspraak in beroep.
Begin juni 2015 stelde het Gerechtshof in Den Haag het Hergé Genootschap wederom in het gelijk inzake de aangespannen rechtsprocedure. Het auteursrecht op de Kuifje-publicaties berust sinds 1942 bij uitgeverij Casterman, zo bleek na een door de stichting Moulinsart verloren proces dat gevoerd werd tegen het Hergé Genootschap. Hergé had immers het publicatierecht van zijn strips en losse afbeeldingen al in 1942 overgedragen aan de uitgeverij Casterman. Zodoende heeft Hergés weduwe dit niet kunnen erven. Het hof wees de eis op grond van het merkrecht af omdat het genootschap geen handelsactiviteiten ontplooit.
Het arrest van het Haags gerechtshof heeft slechts draagkracht in Nederland. De interpretatie van de Nederlandse rechter blijkt niet onbetwist te zijn omdat de rechter geen rekening hield met het 9de en laatste artikel uit het contract van 1942 dat stelt dat Monsieur George Rémi eigenaar blijft van zijn werken. Het Nederlandse hof besteedt ook geen aandacht aan een Belgisch cassatie-arrest uit 1941 waarin staat dat alle auteursrechten uitdrukkelijk overgedragen moeten worden. Als deze clausule ontbreekt, moet het contract restrictief geïnterpreteerd worden in het voordeel van de auteur.
In hoger beroep dat na deze uitspraak werd aangegaan, werd min of meer de eerdere uitspraak bevestigd: Moulinsart kan het genootschap niet verbieden om afbeeldingen uit de albums te gebruiken, omdat het bedrijf niet voldoende kan bewijzen dat het daar de rechten op heeft. Wel heeft Moulinsart de rechten op de andere afbeeldingen. Het hof oordeelde dat Hergé Genootschap het citaatrecht hierop heeft overschreden en verbood verder gebruik ervan.